# Tidong
Die Tidong, Tidung oder Tedong, auch als Tiroon, Tirones oder Camucones beschrieben, sind eine indigene Ethnie des Malaiischen Archipels. Ihr hauptsächliches Verbreitungsgebiet liegt im indonesischen Teil Borneos sowie im malaysischen Sabah, an der Ostküste Borneo in deren Nordteil.

## Bezeichnung
Der Ausdruck tidong bedeutet im Tarakan-Dialekt der Tidongsprache „Hügel“ oder „Hügelvolk“. Wie bei etlichen anderen Völkern des Malaiischen Archipels ist der Ausdruck „Tidong“ ein Sammelbegriff, der dazu benutzt wird, etliche eng verwandte indigene Gruppen zu beschreiben. Die verschiedenen Gruppen der Tidong bezeichnen sich selbst nicht in allen Fällen als tidong, werden jedoch von der modernen Ethnologie aufgrund von Gemeinsamkeiten in kulturellen und religiösen Bräuchen zu einer gemeinsamen Gruppe zusammengefasst.

## Siedlungsgebiete
Die traditionellen Siedlungsgebiete der Tidong liegen in Kalimantan Timur an den Flüssen Sungai Sembakung und Sungai Sibuku von deren Oberlauf bis zum Mündungsdelta nördlich von Pulau Tarakan und von dort entlang der Küste; südwärts bis zur Mündung des Sungai Bolongan und nordwärts bis nach Tawau einschließlich der Cowie Bay. Eine Enklave der Tidong befindet sich am Sungai Labuk, gegenüber der Stadt Klagan.

## Demographie
Für Sabah gibt die Volkszählung aus dem Jahr 2010 (Census 2010) eine Bevölkerung von 28.515 Tidong an. Tidong in anderen malaysischen Bundesstaaten sind ohne statistische Relevanz.
Für Indonesien gibt das Nachschlagewerk Ethnologue eine geschätzte Anzahl von 27.000 Tidong im Jahr 2007 an.

## Sprache
Die von der Ethnie gesprochene Sprache Tidong gehört zusammen mit den anderen indigenen Sprachen von Sabah zur Idahan-Sprachfamilie, die wiederum zu den West-Malayo-Polynesischen Sprachen gehört. Die Sprache Tidong (ISO-639-3-Code tid) wird in verschiedenen Dialekten gesprochen, nämlich
- in Indonesien in den Dialekten Nonukan (Nunukan), Penchangan, Sedalir (Salalir, Sadalir, Saralir, Selalir), Tidung, Tarakan (Terakan), Sesayap (Sesajap) und Sibuku;
- in Sabah in den Dialekten Tarakan (Terakan) und Sesayap (Sesajap).[5]

## Geschichte und Probleme
Die Tidung wurden in ihrer Geschichte fast immer von auswärts regiert, ein Sultanat Tidung  oder Sultanat Tarakan bestand nur kurzzeitig. Zuerst waren die Herrscher von Brunei auch Herren bis an den nördlichen Teil der Ostküste zu Zeiten der maximalen Ausdehnung Bruneis im 17. Jahrhundert, dann gab der Herrscher von Brunei seine Gebiete der Ostküste an das Sultanat Sulu in Jolo, Philippinen ab, dann waren teils die Sultane von Bulungan oder von Kutei Herren der Tidung.
Konflikte um die Vorherrschaft über das Volk und Gebiete der Tidung ziehen sich bis in die Neuzeit,
- siehe den Lahad Datu Standoff um die Ansprüche von Nachkommen des letzten Sultans von Sulu, oder
- die Streitigkeiten zwischen Malaysia und Indonesien um Sipadan und die Ölvorkommen im Seegebiet der Grenzregion Malaysias zu Indonesien, oder
- die Schwierigkeiten bis Unmöglichkeit der Straßenverbindungen durch Borneos Dschungel und das Flussdelta, da es zwar vereinzelt kleine Straßen zwischen Dschungeldörfern gibt, jedoch keine durchgehende Küstenschnellstraße.
- Zu unwegsam ist das Hinterland der Tidung,
- zu zerklüftet die Küste mit vielen Inseln im Delta,
- zu strittig die zwischenstaatlichen Verhältnisse seit der Konfrontasi aus Zeiten der Staatsgründung Malaysias um 1963 bis in die Neuzeit,
- viel Öl liegt vor Borneos Küsten,
- gerade in diesem weitenteils unwegsamen Gebiet eskalieren die Probleme von Brandrodung, Holzeinschlag und Palmöl-Plantagen,
- Umweltprobleme über Waldbrände und seit Jahrzehnten teils unlöschbare Kohleflözbrände,
- sowie es geht Biodiversität verloren, z. B. das Verschwinden der Population von Orang-Utans,
- und nicht zuletzt die illegale Immigration vor allem von Filipinos macht erhebliche Probleme.

Bis heute ist die Vorherrschaft im Küstengebiet zwischen Tawau und Tarakan überaus heikel und mit erheblicher Präsenz von Sicherheitskräften beider Staaten verbunden. Das Hinterland der Tidung ist somit – abseits des Interesses der Weltöffentlichkeit, nach Stand 2025 – in einem ähnlich schwierigen Status wie der weitaus bekanntere Dschungel von Darien zwischen Panama und Kolumbien. Ihm abzuhelfen mit einem Straßenbau ist noch heikler, da es eine Ost-West-Verbindung in Sabah längst gibt, und ein großer Straßenbau fast nur auf indonesischem Staatsgebiet zu geschehen hätte. Indonesien ist der klar ärmere Staat und konzentriert sich zudem auf den Neubau seiner neuen Hauptstadt Nusantara ca. 450 Kilometer südlich des konfliktären Gebietes.

## Kultur
Die Interessensvertretung der Tidong wird durch die Kulturgemeinschaft KDCA (Kadazan-Dusun Cultural Association) wahrgenommen.